# 日下尚
日下 尚（くさか なお、2000年11月28日 - ）は、日本のレスリンググレコローマンの選手。香川県高松市出身。階級は77kg級。生まれた年に開催されたシドニーオリンピックの女子マラソンで金メダルを獲得した高橋尚子にあやかって尚と名付けられた。相撲の経験をレスリングに活かしていることから「相撲レスラー」との異名を取る。

## 来歴
3歳の時に高松クラブでレスリングを始めた。なお、中学の時にはレスリング以外に相撲にも取り組み、相撲の全国大会に出場したこともあった。相撲のおっつけやハズ押しの技術は、後にパリオリンピックでの金メダルをもたらす技術としてレスリングに流用された。
高松北高校2年の時にはJOC杯カデットの部76㎏級で優勝するも、世界カデット選手権では5位だった。3年の時には全国高校生グレコローマン選手権71㎏級で優勝した。
2019年に日体大へ進学すると、1年の時には全日本選抜選手権と全日本選手権で優勝するも、U-23世界選手権では5位にとどまった。3年の時には全日本学生選手権と全日本大学グレコローマン選手権で優勝するも、全日本選手権と全日本選抜選手権ではそれぞれ2位だった。4年の時には全日本選手権で2位だったが、全日本学生選手権で2連覇した。U-23世界選手権では3位になった。
2023年には三恵海運の所属になると、全日本選抜選手権で優勝した。世界選手権では準決勝で世界チャンピオンであるキルギスのアクジョル・マフムドフに5-7で敗れるも、3位決定戦に勝利した。なお、今大会でメダルを獲得したため、規定により2024年パリオリンピック代表に内定した。2024年のアジア選手権では決勝で地元のマフムドフを破って優勝した。
2024年8月に開催されたパリオリンピックでは、8月7日のグレコローマンスタイル77kg級決勝戦でカザフスタンのデメウ・ジャドラエフに勝利し、前日にグレコローマンスタイル60kg級で金メダリストとなった文田健一郎に続いて金メダルを獲得した。なお、グレコローマンスタイルで日本がオリンピックの1大会で2個の金メダルを獲得するのは1964年の東京オリンピック以来60年ぶり。また、香川県出身者で夏季冬季を通じてオリンピック個人種目での初のメダリストとなった。なお、日下はフリースタイル・グレコローマンを含めて日本レスリング史上最重量級の金メダリストとなった。同年、紫綬褒章受章。2025年にはマルハン北日本カンパニーの所属となると、全日本選抜選手権で優勝して世界選手権代表に選ばれた。

## 主な戦績
- 2017年 - JOC杯カデットの部　優勝（76kg級）
- 2017年 - 全国高校生グレコローマン選手権　2位（74kg級）
- 2017年 - 世界カデット選手権　5位（76kg級）

72㎏級での戦績
- 2018年 - JOC杯ジュニアの部　2位
- 2018年 - アジア・ジュニア選手権　3位
- 2018年 - 全国高校生グレコローマン選手権　優勝（71kg級）
- 2018年 - 全日本選手権　3位
- 2019年 - JOC杯ジュニアの部　2位（77kg級）
- 2019年 - 全日本選抜選手権　優勝
- 2019年 - アジア・ジュニア選手権　3位（77kg級）
- 2019年 - 全日本学生選手権　3位
- 2019年 - U-23世界選手権　5位
- 2019年 - 全日本選手権　優勝
- 2020年 - アジア選手権　5位

77㎏級での戦績
- 2021年 - 全日本選抜選手権　2位
- 2021年 - 全日本大学グレコローマン選手権　優勝
- 2021年 - 全日本学生選手権　優勝
- 2021年 - 全日本選手権　2位
- 2022年 - 全日本選抜選手権　3位
- 2022年 - 全日本学生選手権　優勝
- 2022年 - U-23世界選手権　3位
- 2022年 - 全日本選手権　2位
- 2023年 - 全日本選抜選手権　優勝
- 2023年 - ドイツグランプリ　2位
- 2023年 - 世界選手権　3位
- 2024年 - ザグレブ・オープン　3位
- 2024年 - アジア選手権　優勝
- 2024年 - パリオリンピック 優勝
- 2025年 - 全日本選抜選手権　優勝・明治杯

（出典）